# D. Gottlieb & Co.
Pour les articles homonymes, voir Gottlieb.
Gottlieb (D. Gottlieb & Co.) était une entreprise de jeu d'arcade, créée par David Gottlieb en 1927. Elle est surtout connue pour avoir conçu de nombreux flippers, et édité les jeux vidéo Reactor et Q*bert.

## Histoire
Gottlieb a commencé à construire des flipper mécaniques, puis électro mécaniques à partir de 1935, et enfin purement électroniques à la fin des années 1970.
Tout au long de son existence, la firme proposera plusieurs innovations majeures de l'histoire du flipper.

Ainsi, en 1954, Gottlieb est le premier à proposer un flipper permettant de jouer à 4 joueurs : le Super Jumbo. La firme est aussi à l'origine de l'extra-ball.
L'entreprise a été rachetée par Columbia Pictures en 1977. En 1983, après que Coca Cola Company a acquis Columbia, la branche s'occupant des flippers a été transférée dans une nouvelle entité nommée Mylstar Electronics. En 1984, cette entité commence à produire des jeux vidéo en plus de son activité, et en octobre de la même année, la création de flippers est déplacée dans la nouvelle entreprise Premier Technology. Celle-ci continua son activité jusqu'en été 1996, date à laquelle ses propriétaires décidèrent de vendre ses biens, le marché des flippers ayant perdu son attrait.
Aujourd'hui, les flippers de Gottlieb (y compris ceux distribués sous les noms Mylstar et Premier), les marques « Gottlieb » et « D. Gottlieb & Co. » sont la propriété de Gottlieb Development LLC, une SARL de New York.
Le flipper le plus populaire a été Baffle Ball (1931), et son dernier jeu a été Barb Wire (1996).

## Jeux vidéo
- Curve Ball (1984) (publié sous le nom Mylstar)
- Exterminator (1989) (publié sous le nom Premier Technology)
- Faster, Harder, More Challenging Q*bert (1983) (prototype publié sous le nom Mylstar)
- Knightmare (1983) (prototype)
- Krull (1983)
- New York New York (1980)
- No Man's Land (1980)
- M.A.C.H. 3 (1983) (publié sous le nom 'Mylstar)
- Mad Planets (1983)
- Protector (1984) (aka Videoman / Argus /Guardian) (prototype)
- Q*bert (1982)
- Q*bert Qubes (1983) (publié sous le nom 'Mylstar)
- Reactor (1982)
- Screw Loose (1983) (prototype publié sous le nom Mylstar)
- The Three Stooges In Brides Is Brides (1984) (publié sous le nom 'Mylstar)
- Tylz (1982) (prototype publié sous le nom Mylstar)
- Us vs. Them (1984) (publié sous le nom 'Mylstar)
- Video Vince and the Game Factory (1984) (prototype publié sous le nom Mylstar)
- Wiz Warz (1984) (prototype publié sous le nom Mylstar)

## Flippers

### Flippers et Bagatelles purement mécaniques
Liste incomplète :
- Stop and Sock (1931)
- Baffle Ball (1931)
- Mibs (1931)[1]

### Flippers électro-mécaniques
Liste incomplète :
- Relay (1934)
- Humpty Dumpty (1947 - Jeu à Millions - 6500 exemplaires)
- Lady Robin Hood (1948 - Jeu à Millions - 6000 exemplaires)
- Cinderella (1948 - Jeu à Millions - 4000 exemplaires)
- Jack'n Jill (1948 - Jeu à Millions - 2000 exemplaires)
- Old King Cole (1948 - Jeu à Millions - 1500 exemplaires)
- Ali-Baba (1948 - Jeu à Millions - 1700 exemplaires)
- Alice In Wonderland (1948 - Jeu à Millions - 1000 exemplaires)
- Barnacle Bill (1948 - Jeu à Millions - 2500 exemplaires)
- Buccaneer (1948 - Jeu à Millions - 3650 exemplaires)
- Round Up (1948 - Jeu à Millions - 1500 exemplaires)
- Harvest Moon (1948 - Jeu à Millions - 500 exemplaires)
- Telecard (1949 - Jeu à Millions - 1700 exemplaires)
- Bowling Champ (1949 - Jeu à Millions - 2419 exemplaires)
- Gin Rummy (1949 - Jeu à Millions - 500 exemplaires)
- Buttons And Bows (1949 - Jeu à Millions - 2200 exemplaires)
- Sharpshooter (1949 - Jeu à Millions - 1840 exemplaires)
- Double Shuffle (1949 - Jeu à Millions - 911 exemplaires)
- Three Musketeers (1949 - Jeu à Millions - 800 exemplaires)
- College Daze (1949 - Jeu à Millions - 2230 exemplaires)
- Basketball (1949 - Jeu à Millions - 1200 exemplaires)
- King Arthur (1949 - Jeu à Millions - 1220 exemplaires)
- K.C. Jones (1949 - Jeu à Millions - 800 exemplaires)
- Old Faithful (1949 - Jeu à Millions - 810 exemplaires)
- Just 21 (1950 - Jeu à Millions)
- Select-A-Card (1950 - Jeu à Millions - 1500 exemplaires)
- Bank-A-Ball (1950 - Jeu à Millions - 816 exemplaires)
- Buffalo Bill (1950 - Jeu à Millions - 500 exemplaires)
- Wishing Well (1955)
- Show boat (1961)
- Gaucho (1963)
- Sweet Hearts  (1963)
- Slick Chick  (1963)
- Gigi (1963)
- Happy Clown (1964)
- Sea-Shore (1964)
- World Fair (1964)
- Sing Along (1967)
- Hi-Score (1967)
- Spin Wheel (1968)
- domino (1968)
- Shériff  (1971)
- 2001 (1971)
- Far Out (1974)
- Fast Draw (1975)
- Spirit of 76 (1975)
- Target Alpha  (1976)
- Surf champ (ou 'surfer' en version 2 joueurs)  (1976)
- Buccaneer (1976)
- Jungle Queen  (1977)
- Big Hit (1977)
- Pyramid  (1978)
- Lancers  (1961)
- Canada dry  (1976)
- Jet Spin  (1977)
- Royal Flush  (1976)
- Sing Alone  (1967)
- Super Score  (1967)
- Jungle  (1972)
- Dancing Lady (1966)
- Sheriff (1971)
- Drop A CArd (1971)
- Orbit (1971)
- King Rock (1972)
- Grand Slam (1972)
- Jungle (1972)
- Jack In The Box (1973)
- Pro Football (1973)
- High Hand (1973)
- Hot Shot (1973)
- King Pin (1973)
- Big Indian (1974)
- Sky Jump (1974)
- Magnotron (1974)
- Far Out (1974)
- Atlantis (1975)
- El Dorado (1975)
- Soccer (1975)
- Fast Draw (1975)
- 300 (1975)
- Abra Ca Dabra (1975)
- Gold Strike (1975)
- Lucky Strike (1975)
- Spirit of 76 (1975)
- Sure Shoot (1976)
- Royal Flush (1976)
- Buccaneer (1976)
- Bronco (1977)
- Diamond Lady (1986)

### Flippers 'System 1'
- Cleopatra #409 (1977) (aussi produit en deux versions electro-mécaniques (Cleopatra, 4 player and Pyramid, 2 player))
- Sinbad #412 (1978) (aussi produit en deux versions electro-mécaniques (Sinbad, 4 joueurs et Eye Of The Tiger, 2 joueurs))
- Joker Poker #417 (1978) ((aussi produit en version electro-mécanique)
- Close Encounters of the Third Kind  #424 (1978) (aussi produit en version electro-mécanique)
- Dragon #419 (1978) (aussi produit en version electro-mécanique)
- Charlie's Angels #425 (1978) (aussi produit en version electro-mécanique)
- Solar Ride #421 (1979) (aussi produit en version electro-mécanique)
- Count Down #422 (1978)
- Pinball Pool  #427 (1979)
- Totem #429 (1979)
- Incredible Hulk #433 (1979)
- Genie #435 (1979)
- Buck Rogers #437 (1980)
- Torch #438 (1980)
- Roller Disco #440 (1980)
- Asteroid Annie and the Aliens #442 (1980)

### Flippers 'System 80'
- Incredible Hulk #500 (1979) (aussi produit en System 1)
- Panthera  #652 (1980)
- The Amazing Spider-Man #653 (1980)
- Circus #654 (1980)
- Counterforce #656 (1980)
- Star Race #657 (1980)
- James Bond 007 #658 (1980)
- Time Line #659 (1980)
- Force II #661 (1981)
- Pink Panther #664 (1981)
- Mars God of War #666 (1981)
- Volcano #667 (1981)
- Black Hole #668 (1981)
- Haunted House #669 (1982)
- Eclipse #671 (1982)

### Flippers 'System 80A'
- Devil's Dare #670 (1982)
- Rocky #672 (1982)
- Spirit #673 (1982)
- Punk! #674 (1982)
- Caveman #PV810 (1982)
- Striker #675 (1982)
- Krull #676 (1983)
- Q*bert's Quest #677 (1983) - basé sur le jeu vidéo Q*bert
- Super Orbit #680 (1983)
- Royal Flush Deluxe #681 (1983)
- Goin' Nuts #682 (1983)
- Amazon Hunt #684 (1983)
- Rack 'Em Up! #685 (1983)
- Ready...Aim...Fire! #686 (1983)
- Jacks to Open #687 (1984)
- Touchdown #688 (1984)
- Alien Star #689A (1984)
- The Games #691 (1984)
- El Dorado City of Gold #692 (1984)
- Ice Fever #695 (1985)

### Flippers 'System 80B'
- Bone Busters Inc. #719 (1989)
- Bounty Hunter #694 (1985)
- Chicago Cubs Triple Play #696 (1985)
- Rock #697 (1985)
- Tag-Team Pinball #698 (1985)
- Ace High #700 (1985) (prototype)
- Raven #702 (1986)
- Hollywood Heat #703 (1986)
- Rock Encore #704 (1986)
- Genesis #705 (1986)
- Spring Break #706 (1987)
- Gold Wings #707 (1986)
- Monte Carlo #708 (1987)
- Arena #709 (1987)
- Victory #710 (1987)
- Diamond Lady #711 (1988)
- TX-Sector #712 (1988)
- Big House #713 (1989)
- Robo-War #714 (1988)
- Excalibur #715 (1988)
- Bad Girls #717 (1988)
- Hot Shots #718 (1989)

### Flippers 'System 3'
- Lights...Camera...Action! #720 (1989)
- Silver Slugger #722 (1990)
- Vegas #723 (1990)
- Deadly Weapon #724 (1990)
- Title Fight #726 (1990)
- Car Hop #725 (1991)
- Hoops #727 (1991)
- Cactus Jack's #729 (1991)
- Class of 1812 #730 (1991)
- Amazon Hunt III #684D (1991)
- Surf 'N Safari #731 (1991)
- Operation Thunder #732 (1992) - Dernier jeu de Gottlieb à utiliser un affichage alpha-numérique
- Super Mario Bros. #733 (1992) (basé sur le jeu vidéo Super Mario Bros. de Nintendo) - Premier jeu Gottlieb à utiliser un affichage par pixels)
- Super Mario Bros. - Mushroom World #N105 (1992)
- Cue Ball Wizard #734 (1992)
- Street Fighter II #735 (1993) (basé sur le jeu vidéo Street Fighter II de Capcom)
- Tee'd Off #736 (1993)
- Gladiators #737 (1993)
- Wipe Out #738 (1993)
- Rescue 911 #740 (1994)
- World Challenge Soccer #741 (1994)
- Stargate #742 (1995) (basé sur le film Stargate)
- Shaq Attaq #743 (1995) (Shaquille O'Neal)
- Freddy: A Nightmare on Elm Street #744 (1994) (basé sur la série de films Les Griffes de la nuit)
- Big Hurt #745 (1995)
- Waterworld #746 (1995) (basé sur le film Waterworld)
- Mario Andretti #747 (1995) (Mario Andretti)
- Barb Wire #748 (1996) (basé sur le film Barb Wire)